# Jean-Nicolas Bouilly
Jean-Nicolas Bouilly (Joué-lès-Tours, 24 de enero de 1763-París, 17 de octubre de 1842) fue un escritor, dramaturgo, libretista y político francés.
Es conocido por un libreto, supuestamente basado en hechos reales, en el que se cuenta la historia de una mujer que se disfraza de hombre para rescatar a su marido de prisión. Beethoven se basó en esta historia para desarrollar su Fidelio. 

## Biografía
Trabajó brevemente como abogado para el Parlamento de París. Con el estallido de la Revolución, el nuevo gobierno le brindó diversos cargos y formó parte de la comisión militar de su lugar natal durante El Terror.
Sirvió como miembro del Comité de Instrucción Pública en 1795 y tuvo un papel considerable en la organización de la educación primaria. Sin embargo, se retiró del servicio público para dedicarse exclusivamente a la literatura.